# 尚巴沃
尚巴沃（法語：Chambave，法語發音：[ʃɑ̃bav]）是意大利瓦莱达奥斯塔大区的一个市镇。总面积21平方公里，人口954人，人口密度45.4人/平方公里（2009年）。ISTAT代码为007015。